# Società Ginnastica Gallaratese 1947-1948
Questa voce raccoglie le informazioni riguardanti la Società Ginnastica Gallaratese nelle competizioni ufficiali della stagione 1947-1948.

## Rosa
| N. |                   | Ruolo | Calciatore        |
| -- | ----------------- | ----- | ----------------- |
|    | Italia (bandiera) | A     | Piero Andreoli    |
|    | Italia (bandiera) | C     | Marco Barbot      |
|    | Italia (bandiera) | A     | Italo Bardelli    |
|    | Italia (bandiera) | P     | Fernando Casirago |
|    | Italia (bandiera) | A     | T.L. Colombo      |
|    | Italia (bandiera) | A     | P. Cometti        |
|    | Italia (bandiera) | P     | Bruno Cordioli    |
|    | Italia (bandiera) | C     | Gino Cortellezzi  |
|    | Italia (bandiera) | C     | Rubens Fadini     |
|    | Italia (bandiera) | A     | N. Meroni         |

| N. |                   | Ruolo | Calciatore             |
| -- | ----------------- | ----- | ---------------------- |
|    | Italia (bandiera) | C     | Guido Morelli          |
|    | Italia (bandiera) | D     | Franco Pedroni         |
|    | Italia (bandiera) | D     | Gian Emilio Piazza     |
|    | Italia (bandiera) | A     | Antonino Pietta        |
|    | Italia (bandiera) | D     | Umberto Pinardi        |
|    | Italia (bandiera) | A     | Ambrogio Porzio        |
|    | Italia (bandiera) | D     | Mario Simontacchi (II) |
|    | Italia (bandiera) | C     | Ivo Tesi               |
|    | Italia (bandiera) | C     | Luigi Tornaghi         |
|    | Italia (bandiera) | A     | Giuseppe Veneri        |